# Pierce Brown
Pierce Brown (n. 28 ianuarie 1988, Colorado, SUA) este un scriitor american de literatură științifico-fantastică.
Este cel mai cunoscut pentru scrierea seriei de romane Furia Roșie (Red Rising).

## Lucrări scrise

### Romane
Seria Red Rising - Furia Roșie
- Red Rising (2014)
  - Furia Roșie, traducere de Iulia Pomagă
- Golden Son (2015)
  - Furia Aurie, traducere de Iulia Pomagă
- Morning Star (2016)
  - Furia Dimineții, traducere de Iulia Pomagă
- Iron Gold (2018)
  - Furia de Fier, 2018, editura Paladin, traducere de Laura Ciobanu[3]
- Dark Age (2019)

### Benzi desenate
- Red Rising: Sons of Ares (2017)

### Povestiri
- Star Wars: From a Certain Point of View - "Desert Son" (2017)